# Lodewijk van Toulouse

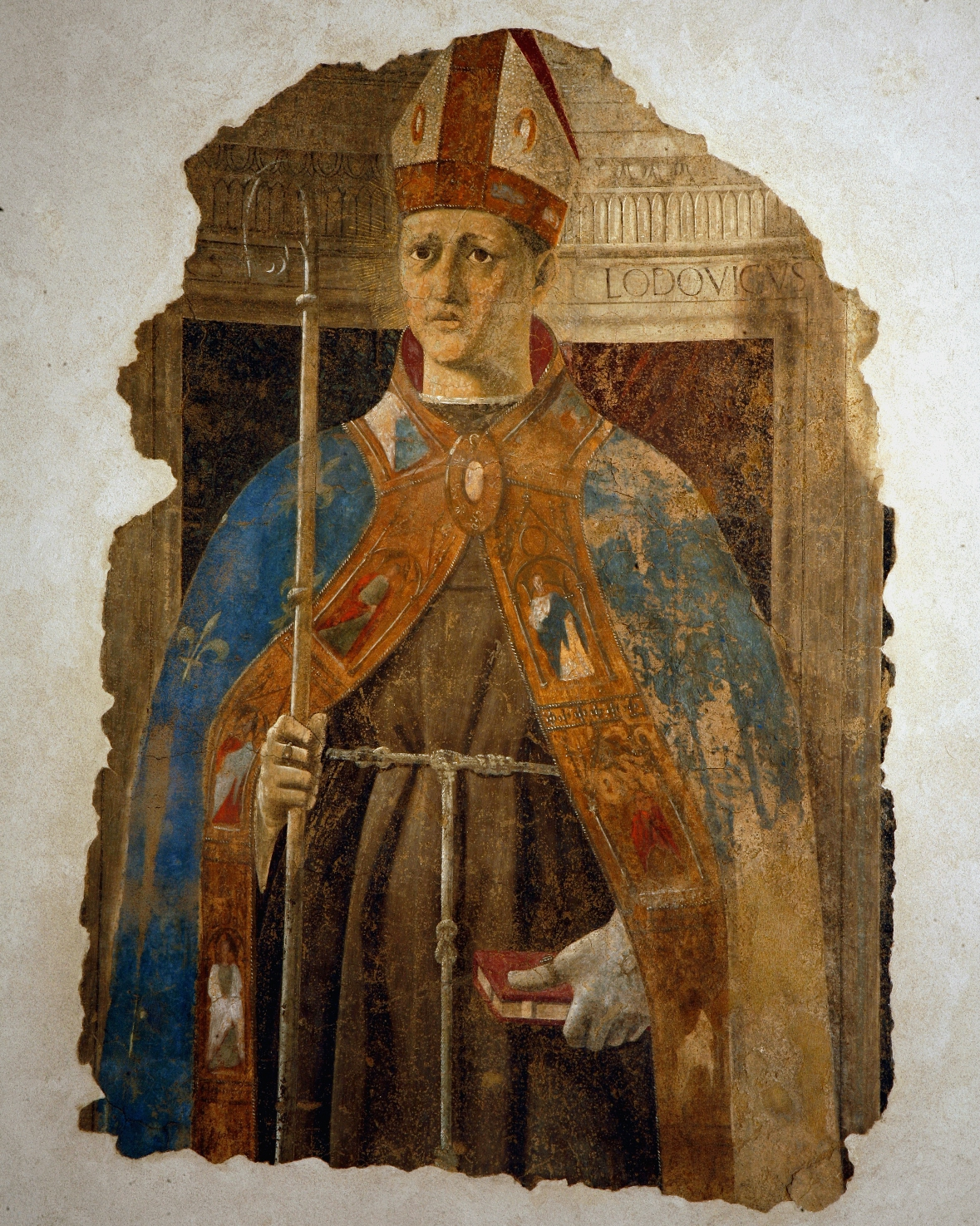
Piero della Francesca, Lodewijk van Toulouse, ca. 1460, fresco, Sansepolcro, Museo Civico

Lodewijk van Toulouse (Frans: Louis d'Anjou) (Brignoles, 9 februari 1274 — aldaar, 19 augustus 1297) was bisschop van Toulouse.

## Leven
Lodewijk was de tweede zoon van hertog Karel II van Napels (1254-1309), koning van Napels, en Maria van Hongarije (1257-1323). Tussen 1288 en 1295 was hij gijzelaar voor zijn vader in Spanje. Hij deed in 1296 afstand van zijn rechten op de troon en werd franciscaan. Toen kreeg hij kort daarna, tegen zijn zin overigens, van paus Bonifatius VIII de bisschopszetel van Toulouse toegewezen. Lodewijk overleed in 1297 in Brignoles, Provence-Alpes-Côte d'Azur.

## Verering
Lodewijk van Toulouse werd in 1317 heilig verklaard. Zijn feestdag is 19 augustus.

## Iconografie
Lodewijk draagt een franciscaner habijt, met daaroverheen bisschoppelijke gewaden. Hij heeft sandalen aan zijn voeten, wat zelden voorkomt bij bisschoppen. Het witte geknoopte koord van de franciscanen is duidelijk zichtbaar over het bisschoppelijk gewaad. Dikwijls hangt er een Franse lelie aan. In zijn hand heeft hij een bisschopsstaf, een boek of soms een roos. De roos kwam volgens de legende uit zijn mond toen hij stierf. Aan zijn voeten liggen een kroon (vanwege de troonsafstand) en soms een tweede boek.

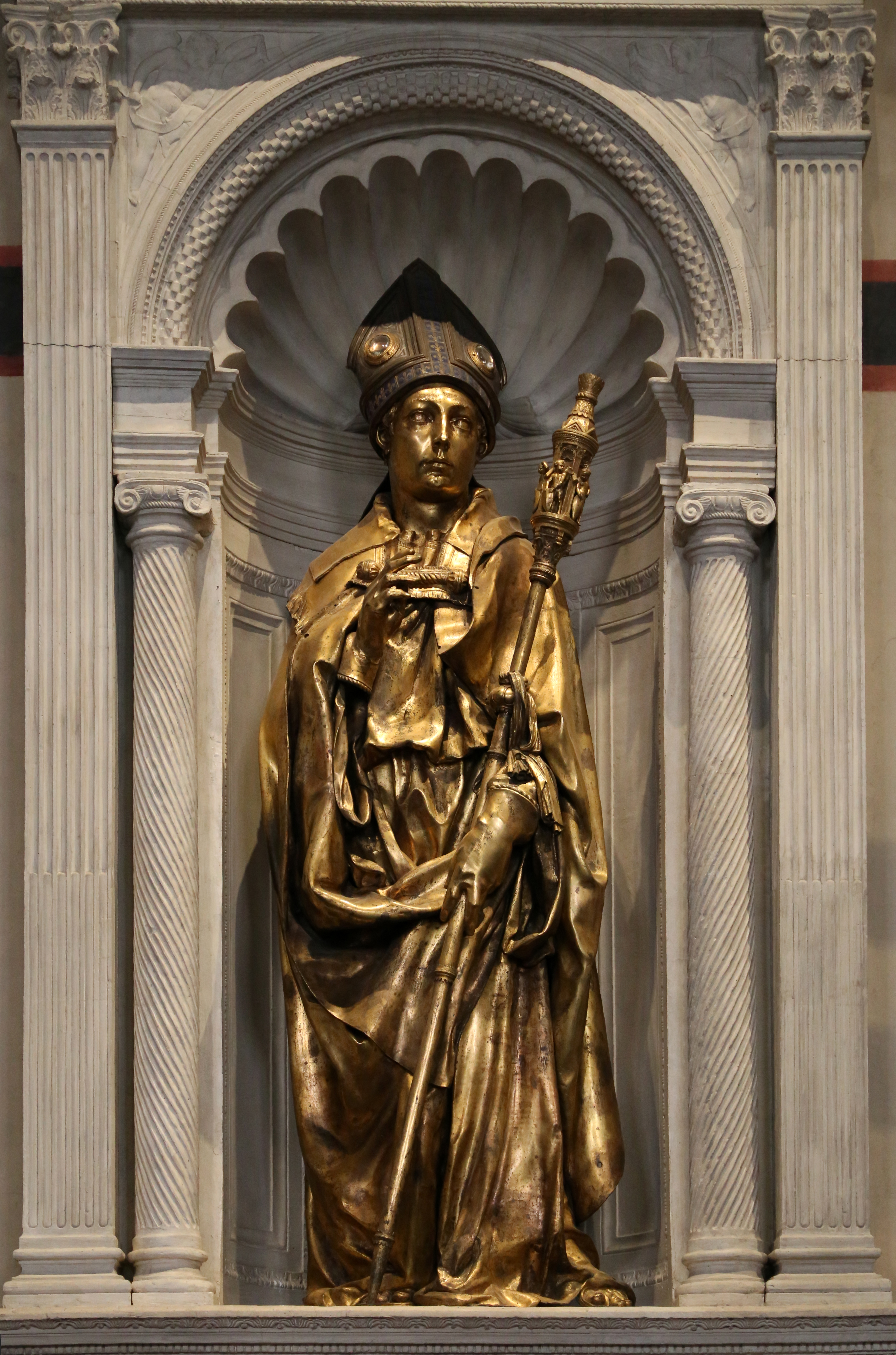
Donatello, Lodewijk van Toulouse, 1423-1425, verguld brons, Florence, oorspronkelijk gemaakt voor een gevelnis van de Orsanmichele, in 1459 verplaatst naar de Santa Croce
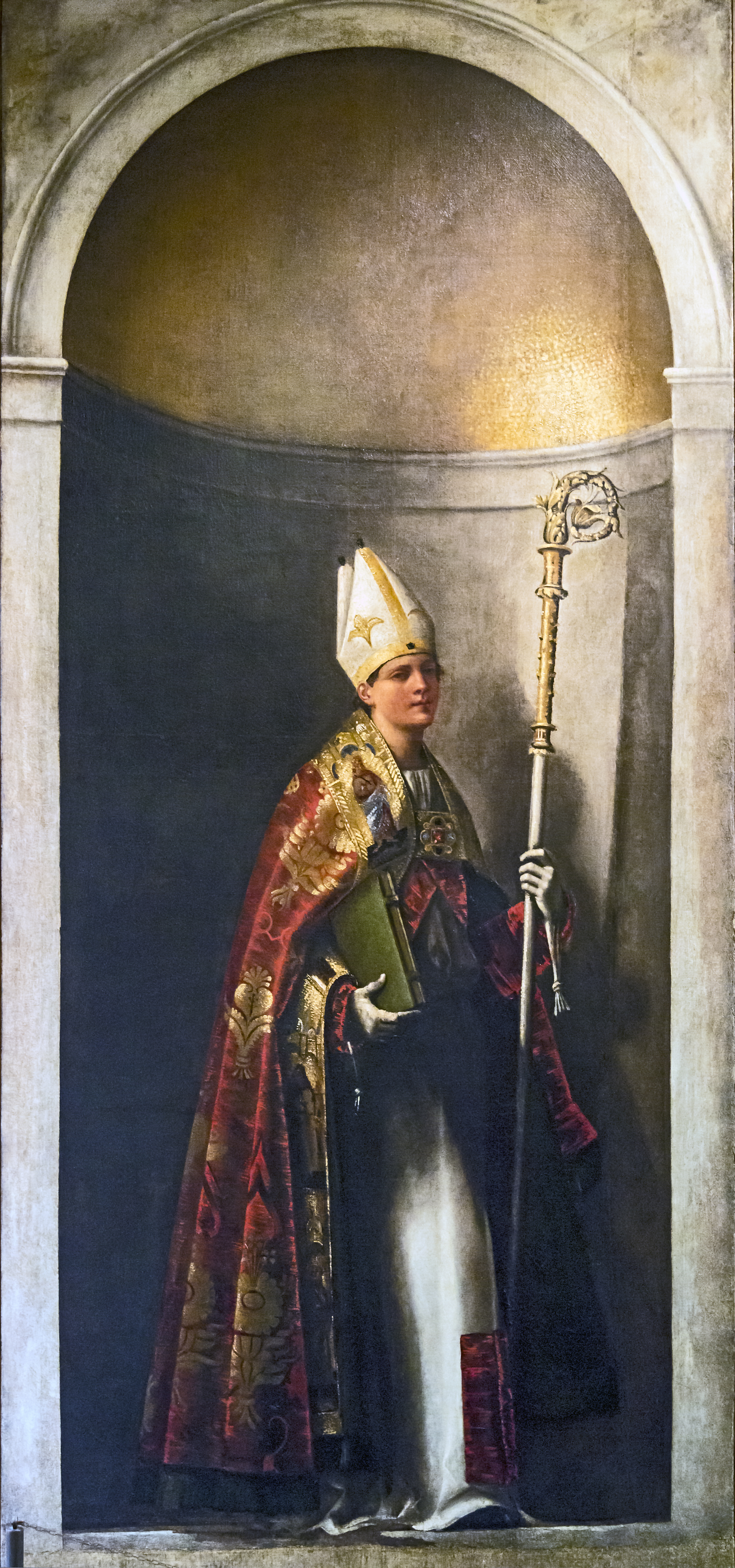
Sebastiano del Piombo, Lodewijk van Toulouse, 1509, olieverf op doek, Venetië, Gallerie dell'Accademia

- Bibliothèque nationale de France: cb155028770 (data)
- Gemeinsame Normdatei: 118890751
- International Standard Name Identifier: 0000 0001 2137 0172
- Library of Congress Control Number: n00005741
- Nationale Bibliotheek van Tsjechië: xx0139107
- Nationale Bibliotheek van Polen: a0000003657731
- Nederlandse Thesaurus van Auteursnamen: 151611769
- Système universitaire de documentation: 079360300
- Virtual International Authority File: 65232866
- WorldCat: E39PBJxRwwGQqMcwgccMTwRMyd